# George Atkinson (cầu thủ bóng đá Thế vận hội)
George Thomas Atkinson là một cầu thủ bóng đá người Anh đại diện cho Vương quốc Anh tại Thế vận hội Mùa hè 1920.